# Гамбие
Гамбие (на френски: Îles Gambier) е островна група в Тихия океан, владение на Франция. Част от отвъдморската територия Френска Полинезия.

## География
Обща площ на островите 31 км2. Население – 1337 жители (2007 г.)
В състава на архипелага влизат 4 по-големи острова – Мангарева (15,4 км2), Тараваи (5,7 км2), Акамару (2,1 км2) и Аукена (1,35 км2) и 25 малки островчета, обединени чрез обща лагуна.
Целият архипелаг има вулканичен произход и е част от потънал кратер на вулкан. Групата островчета по края на лагуната имат коралов произход. Най-висока точка на островите е връх Даф на остров Мангарева (441 м).
Климат тропически. Най-хладните месеци в годината са юли и август (15 °C).

## История
Предполага се, че първите заселници на островите са пристигнали около 1200 г. от Маркизките о-ви. Архипелагът е открит на 24 май 1797 от британския капитан Джеймс Уилсън на кораба „Даф“ и е наименуван в чест на спонсора на експедицията капитан Джеймс Гамбие. От 1834 до 1871 местното население приема християнството благодарение на няколко европейски мисионери. През 1871 островите преминават окончателно под френски контрол. В началото на XX век настъпват значителни изменения в инфраструктурата на островите: построени са пътища, каменни сгради и църкви.